# (1191) Alfaterna
(1191) Alfaterna es un asteroide que forma parte del cinturón de asteroides y fue descubierto el 11 de febrero de 1931 por Luigi Volta desde el observatorio astronómico de Turín en Pino Torinese, Italia.

## Designación y nombre
Alfaterna recibió inicialmente la designación de 1931 CA.
Posteriormente se nombró por la antigua ciudad italiana de Altaferna.

## Características orbitales
Alfaterna orbita a una distancia media de 2,893 ua del Sol, pudiendo alejarse hasta 3,031 ua y acercarse hasta 2,755 ua. Tiene una excentricidad de 0,04769 y una inclinación orbital de 18,49°. Emplea 1797 días en completar una órbita alrededor del Sol.